# 瓦隆昂叙利
瓦隆昂叙利（法語：Vallon-en-Sully，發音：[valɔ̃ ɑ̃ syli]），法国中部市镇，位于奥弗涅-罗讷-阿尔卑斯大区阿列省，隶属于蒙吕松区，其市镇面积为38.02平方公里，2022年1月1日时人口数量为1,468人，在法国市镇中排名第7,080位。
瓦隆昂叙利位于阿列省西北部，谢尔河畔，是一个区域性的中心城市，多条公路在此交汇。

## 地名来源
根据法国地名学家埃内斯特·内格尔的观点，“Vallon”一名可能来源于高卢语单词“avallo”，本意为“苹果”，引申含义为“苹果园”；“Sully”一名则可能与叙利公爵有关。

## 历史
瓦隆昂叙利的早期历史尚不清楚。根据当地官方网站的论述，瓦隆昂叙利境内的教堂最初建于公元12世纪。法国大革命后，瓦隆昂叙利成为阿列省的一个市镇。1794年，莱普吕涅（Les Prugnes）整体并入瓦隆昂叙利。19世纪初，沿谢尔河开凿的贝里运河建成，该河使得蒙吕松附近的煤矿可运送至维耶尔宗附近再转运至法国各地。19世纪中后期，途径瓦隆昂叙利的布尔日－米耶卡兹铁路建成通车。

## 地理

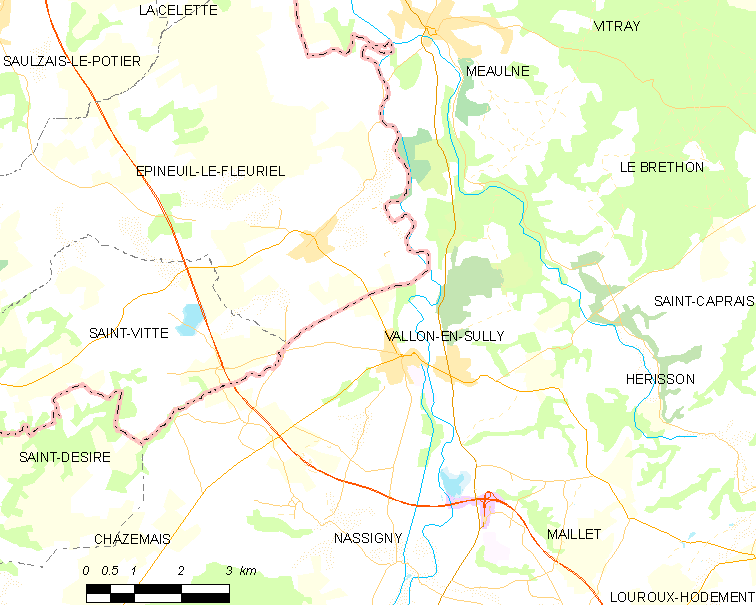
瓦隆昂叙利市镇范围地图

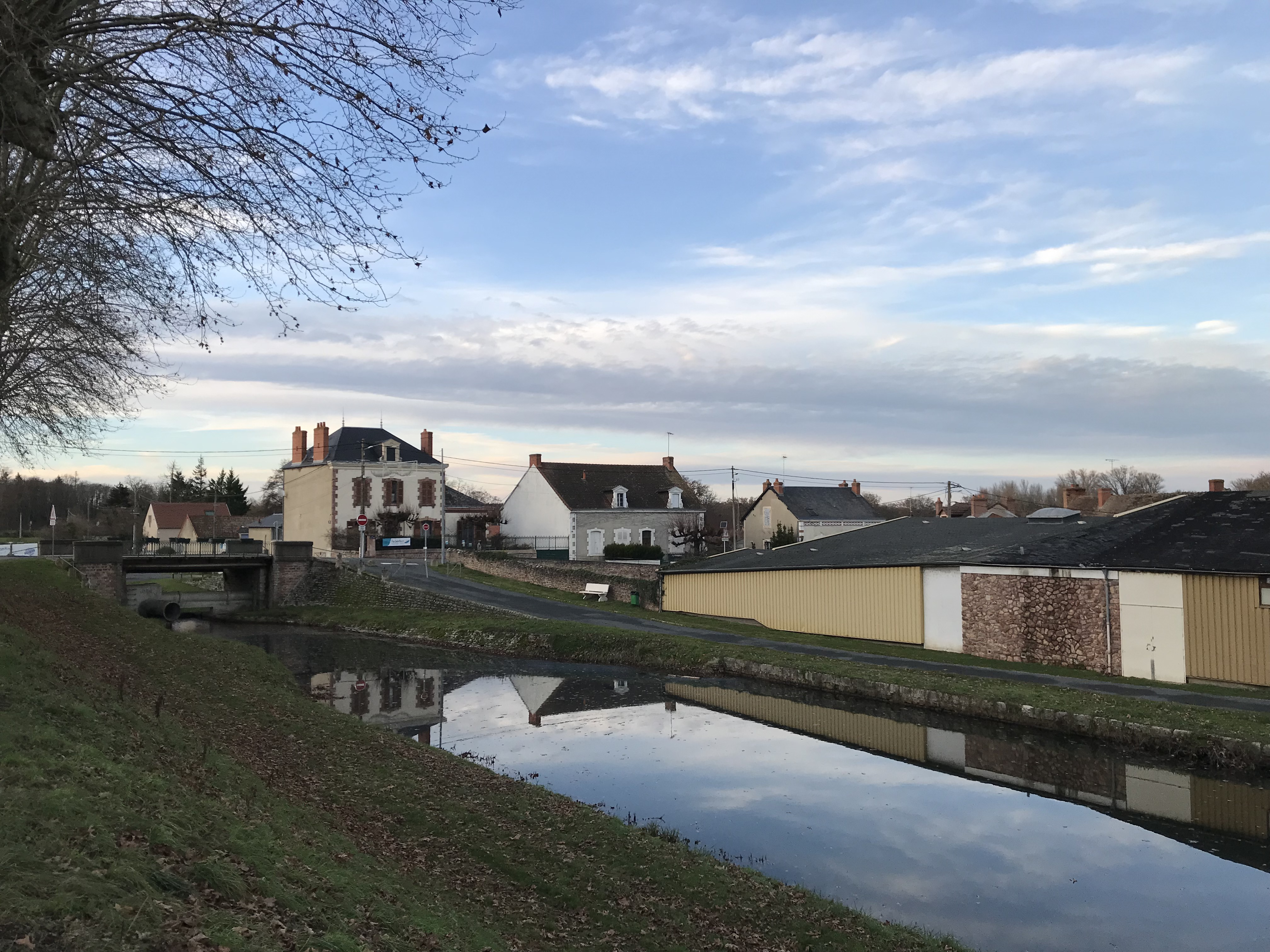
贝里运河瓦隆昂叙利段

瓦隆昂叙利位于法国中部，奥弗涅-罗讷-阿尔卑斯大区西北部和阿列省西部，距离省会穆兰大约63公里。与瓦隆昂叙利接壤的市镇包括：埃皮讷伊勒弗勒里耶勒、莫讷-维特赖、勒布勒通、圣维特、沙兹迈、埃里松、纳西尼和上博卡日。

### 地形
瓦隆昂叙利位于波旁博卡日地区腹地，境内以浅丘和平原为主，市镇中心地势较为平坦，全境海拔在167到280米之间。

### 水文
瓦隆昂叙利位于卢瓦尔河流域范围内，其左岸支流谢尔河自南向北流经境内，人工开凿的贝里运河从谢尔河左岸平行穿过瓦隆昂叙利市区。

### 植被
瓦隆昂叙利属于温带阔叶混交林区，林地散落分布于市镇范围内的多个街区。
在鲜花城市的评比中，瓦隆昂叙利暂未被评级。

### 气候
瓦隆昂叙利在柯本气候分类法中属于温带海洋性气候。

## 行政区划
瓦隆昂叙利的市镇编号为03297，邮政编号为03190。
在行政管理方面，瓦隆昂叙利隶属于法国奥弗涅-罗讷-阿尔卑斯大区阿列省蒙吕松区；在地方选举方面，瓦隆昂叙利隶属于于列勒县，其市镇范围全境被划入阿列省第二选区；在社会管理方面，瓦隆昂叙利是谢尔河谷市镇公共社区的组成部分。
截至2023年3月，瓦隆昂叙利市镇范围内暂无任何城市敏感街区及城市政策优先街区。
法国国家统计与经济研究所（简称）在进行数据统计时，未将瓦隆昂叙利划入任何城市核心区（Unité urbaine）及城市区（Aire urbaine）。自2020年起，瓦隆昂叙利被划入包含58个市镇的蒙吕松城市辐射区。此外，还将瓦隆昂叙利市镇整体看作一个“块区”（IRIS），以便于统计人口分布情况。

## 交通

### 公路
A71高速公路经过瓦隆昂叙利附近，通过9号出入口连接市区；阿列省省道D11线、D40线、D110线、D301线和D2144线在瓦隆昂叙利境内交汇。
2019年，69%的瓦隆昂叙利家庭拥有至少一辆私人汽车。2019年，瓦隆昂叙利境内共发生各类交通事故3起，造成3人受伤，其中2人重伤。
| 9 | 5 |

| 穆兰 | 63 |

| 塞里伊 | 21 |

| 蒙吕松 | 24 |

| 勒尼 | 10 |

| 聖阿芒蒙龍 | 27 |

| 屈朗 | 23 |

### 铁路

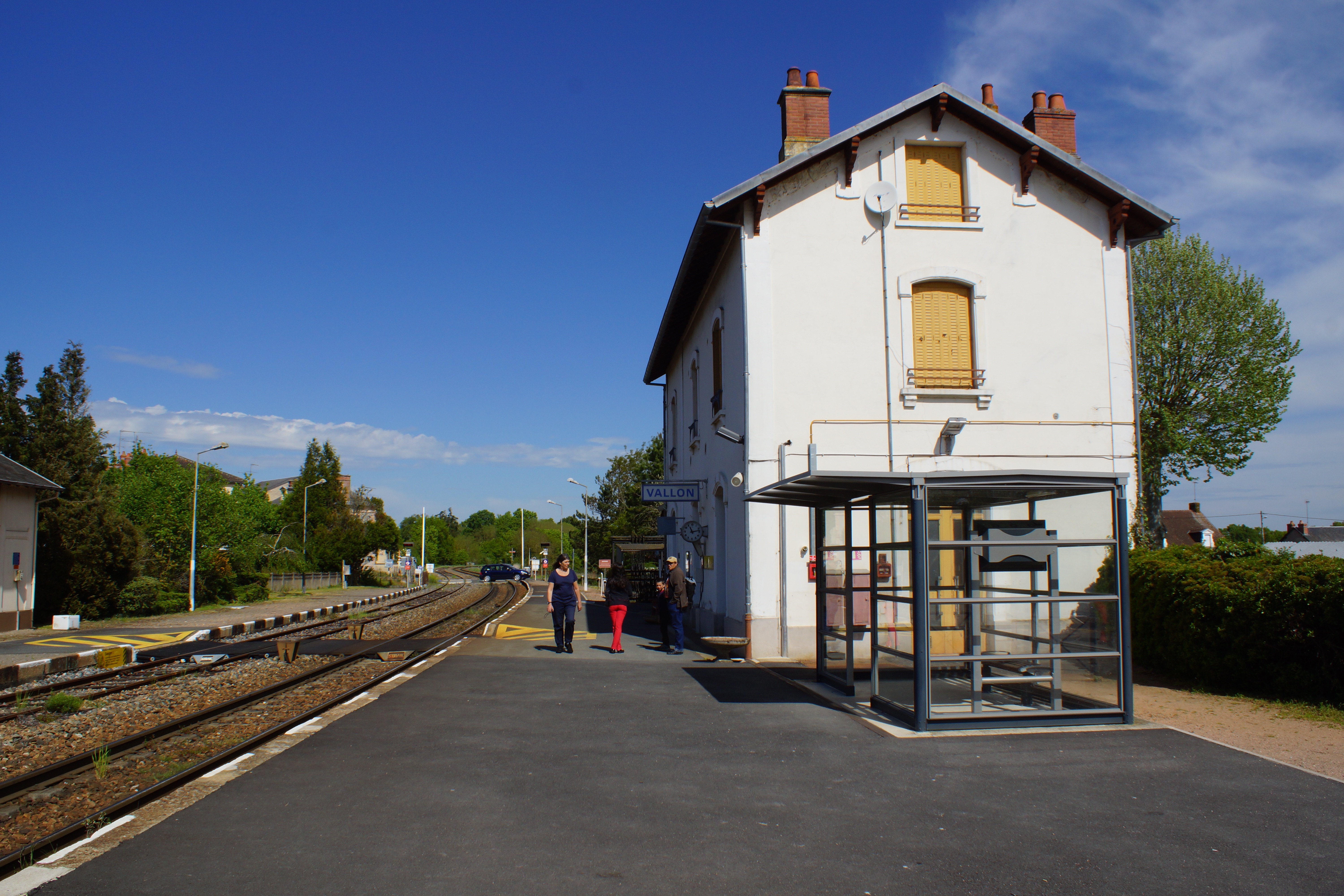
瓦隆昂叙利火车站站台

瓦隆昂叙利位于布尔日－米耶卡兹铁路上。瓦隆昂叙利站位于市区西部，停靠往返于布尔日和蒙吕松一线的区域列车。

### 航空
瓦隆昂叙利距离沙托鲁机场的公路里程约94公里。

### 城市公共交通
截至2024年2月，瓦隆昂叙利暂无城市公共交通系统。

## 政治

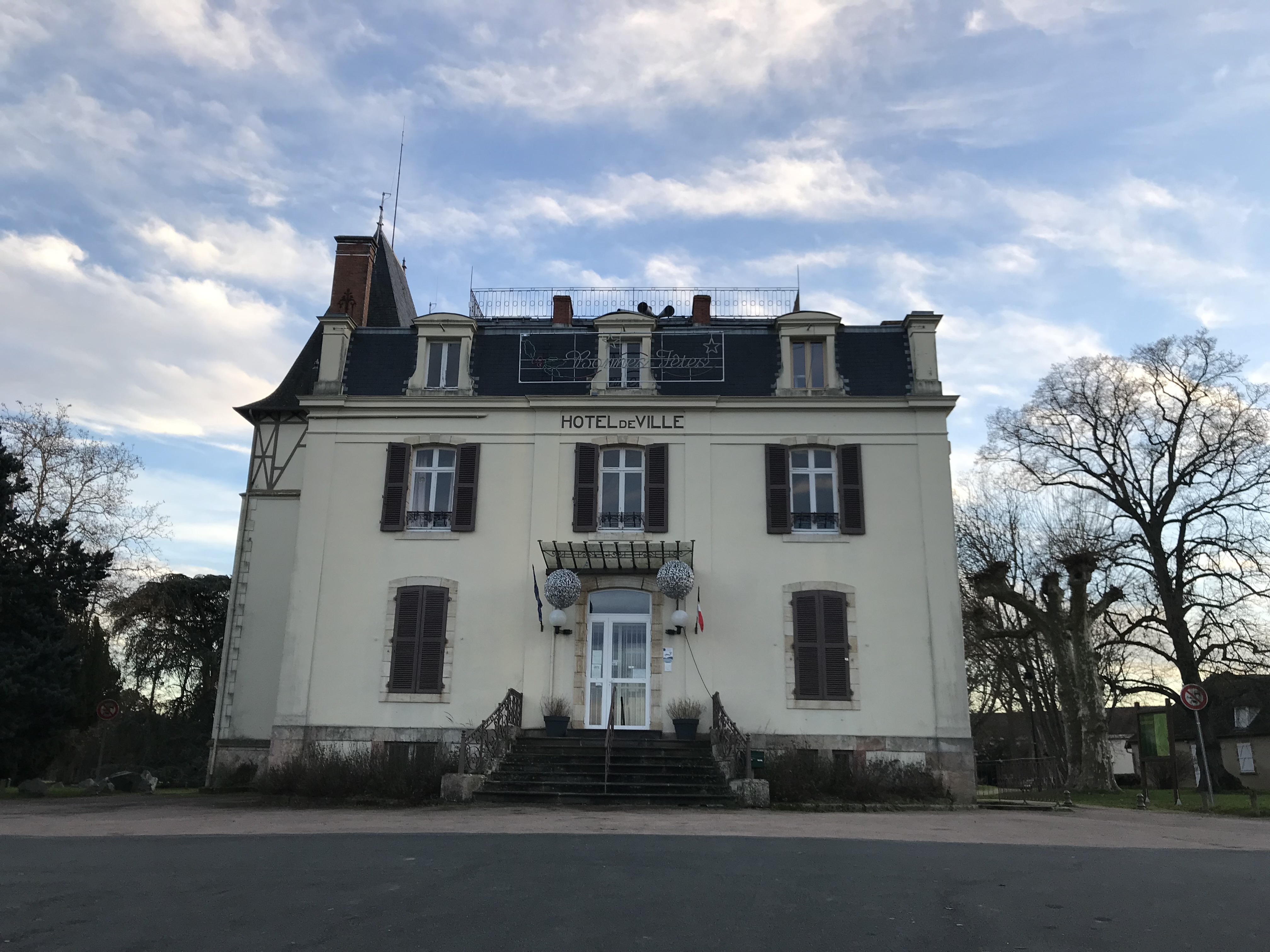
瓦隆昂叙利市政厅

瓦隆昂叙利的现任市长为穆罕默德·凯米先生（Mohammed KEMIH），他是一名右翼无党派人士的一名成员，在2020年的市政选举中获得了100.00%的支持率（无其他候选人）。
在2022年的法国总统大选中，法国极右翼政党国民阵线主席玛丽娜·勒庞在瓦隆昂叙利获得了51.99%的支持率。

## 人口
2021年，瓦隆昂叙利市镇人口数量为1,491，在法国排名第7,080位。其中男性713人，女性801人，75岁及以上人口占16.6%，外籍人口数量为20人，人口密度为39人/平方公里，当地居民被称为（男性）或（女性）。2022年，瓦隆昂叙利境内出生6人，死亡人口23人。
| 瓦隆昂叙利1901年－2020年人口变化情况 |
|                                      |
| 数据来源：Cassini、INSEE             |

## 经济
瓦隆昂叙利是一个区域性的中心城市。截止2023年3月，瓦隆昂叙利市镇范围内共有各类用人单位（包含自雇）235家，平均历史为22年，均为中小型企业（PME），2023年1月至3月间，当地的经济活力指数为0.85%。（零售）、（自然科学研究）及（房屋装潢）是当地2021年营业额最高的三个企业，分别为6,427,713欧元、526,753欧元和518,361欧元。

## 财政与居民收入
2022年，瓦隆昂叙利的财政收入总额为1,476,470欧元，财政支出总额为1,316,460欧元，当年的债务总额为1,045,820欧元。2022年，瓦隆昂叙利市镇通过增值税获得13,790欧元的收入，此外当地还共获得了221,600欧元的国家直接财政补助。
| 瓦隆昂叙利居民收入情况                           | 瓦隆昂叙利居民收入情况 | 瓦隆昂叙利居民收入情况 | 瓦隆昂叙利居民收入情况 |
| 内容                                             | 瓦隆昂叙利             | 法国                   | 统计年份               |
| ------------------------------------------------ | ---------------------- | ---------------------- | ---------------------- |
| 征税家庭总数                                     | 747                    | 1,081（法国市镇平均）  | 2022年                 |
| 居民平均月收入                                   | 1,759欧元              | 2,435欧元              | 2022年                 |
| 高级职员人均月收入                               | 不详                   | 4,331欧元              | 2021年                 |
| 中级职员人均月收入                               | 不详                   | 2,470欧元              | 2021年                 |
| 普通职员人均月收入                               | 不详                   | 1,801欧元              | 2021年                 |
| 贫困率                                           | 不详                   | 14.5%                  | 2020年                 |
| 青壮年（15至64岁）失业率                         | 9.9%                   | 7.4%                   | 2020年                 |
| 征税家庭数量占比                                 | 36.5%                  | 45.5%                  | 2020年                 |
| 家庭年均纳税                                     | 1,547欧元              | 4,393欧元              | 2022年                 |
| 资料来源：INSEE、L'Internaute、Le Journal du Net |                        |                        |                        |

## 社会事务

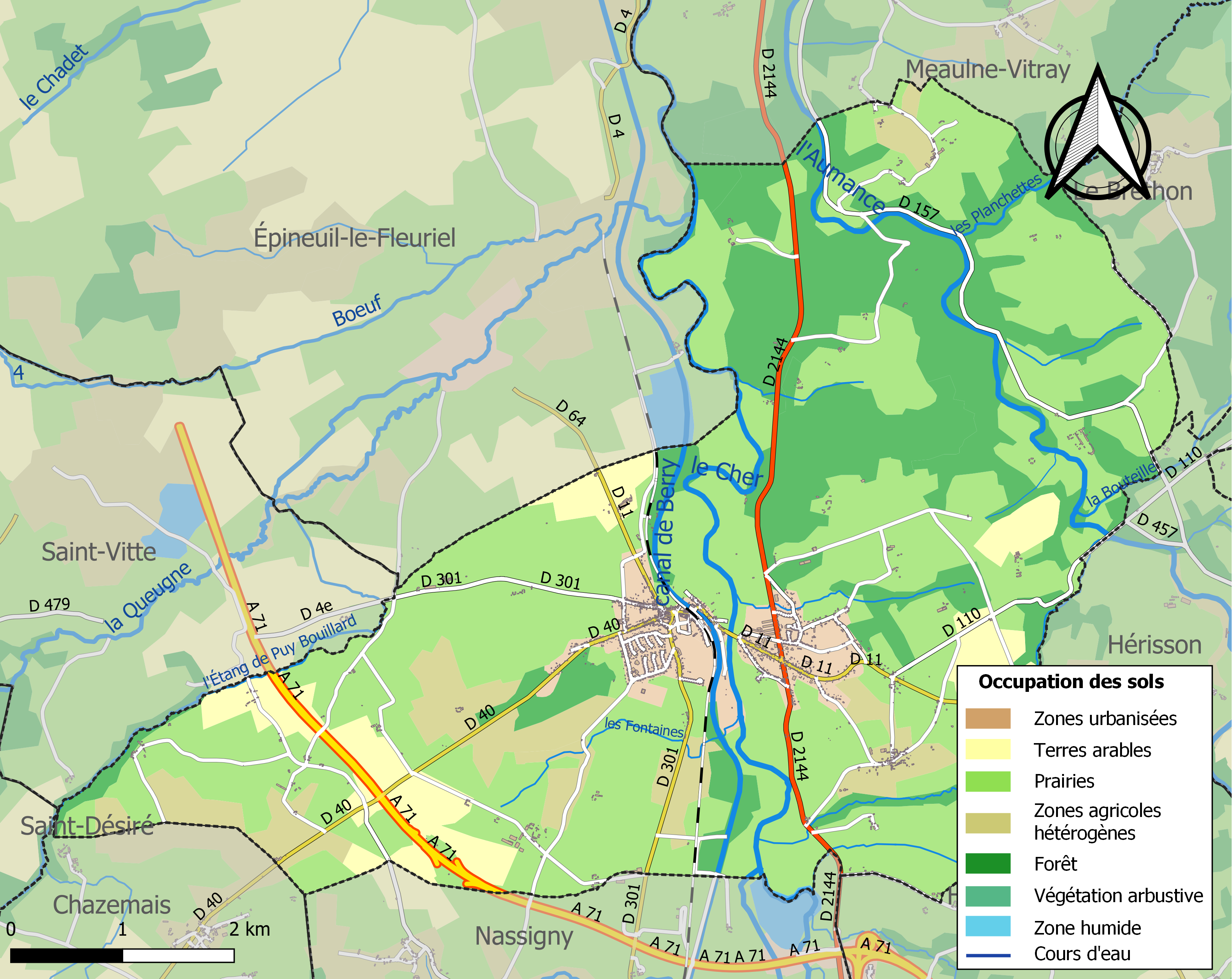
瓦隆昂叙利土地利用情况地图

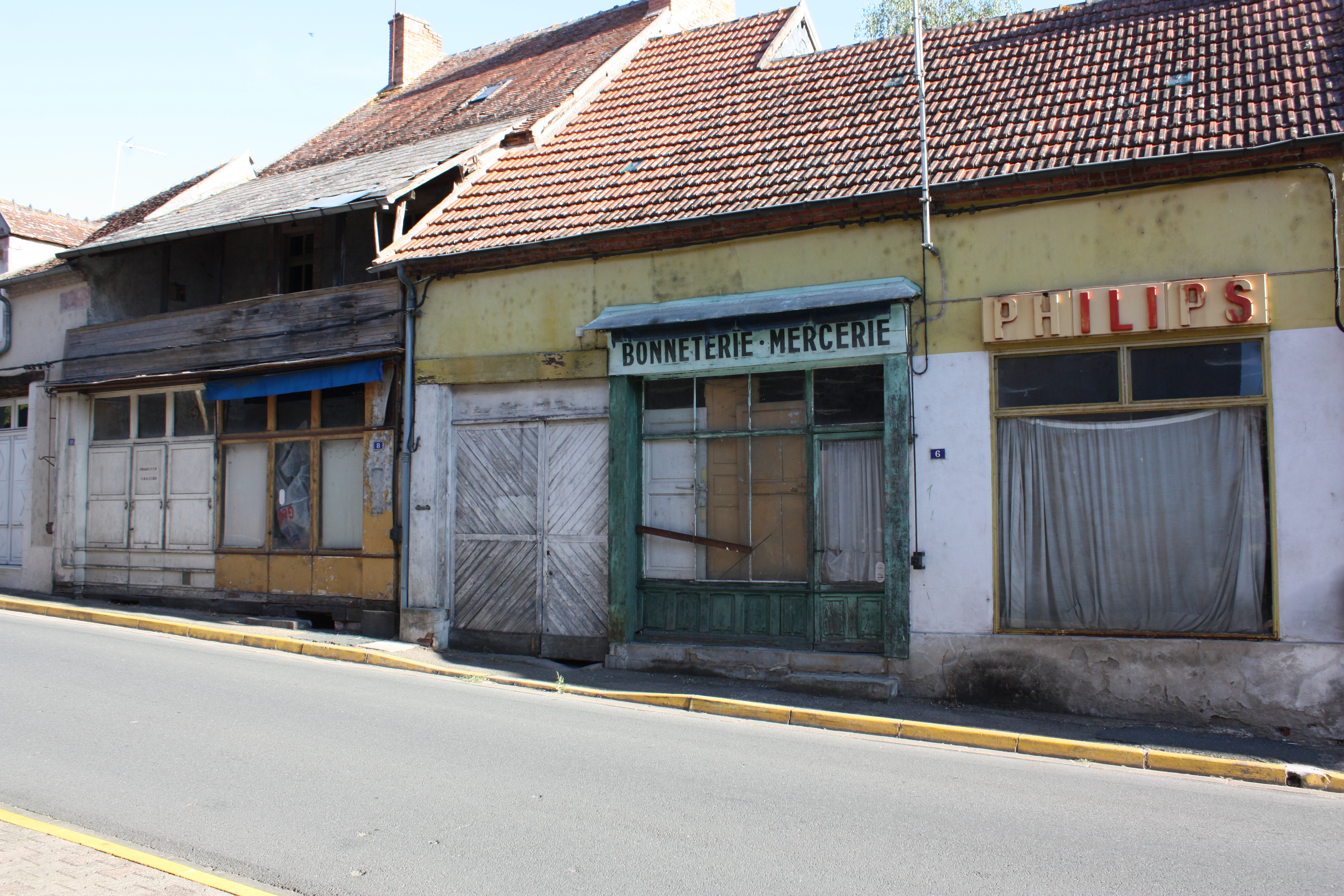
瓦隆昂叙利的一处旧商店

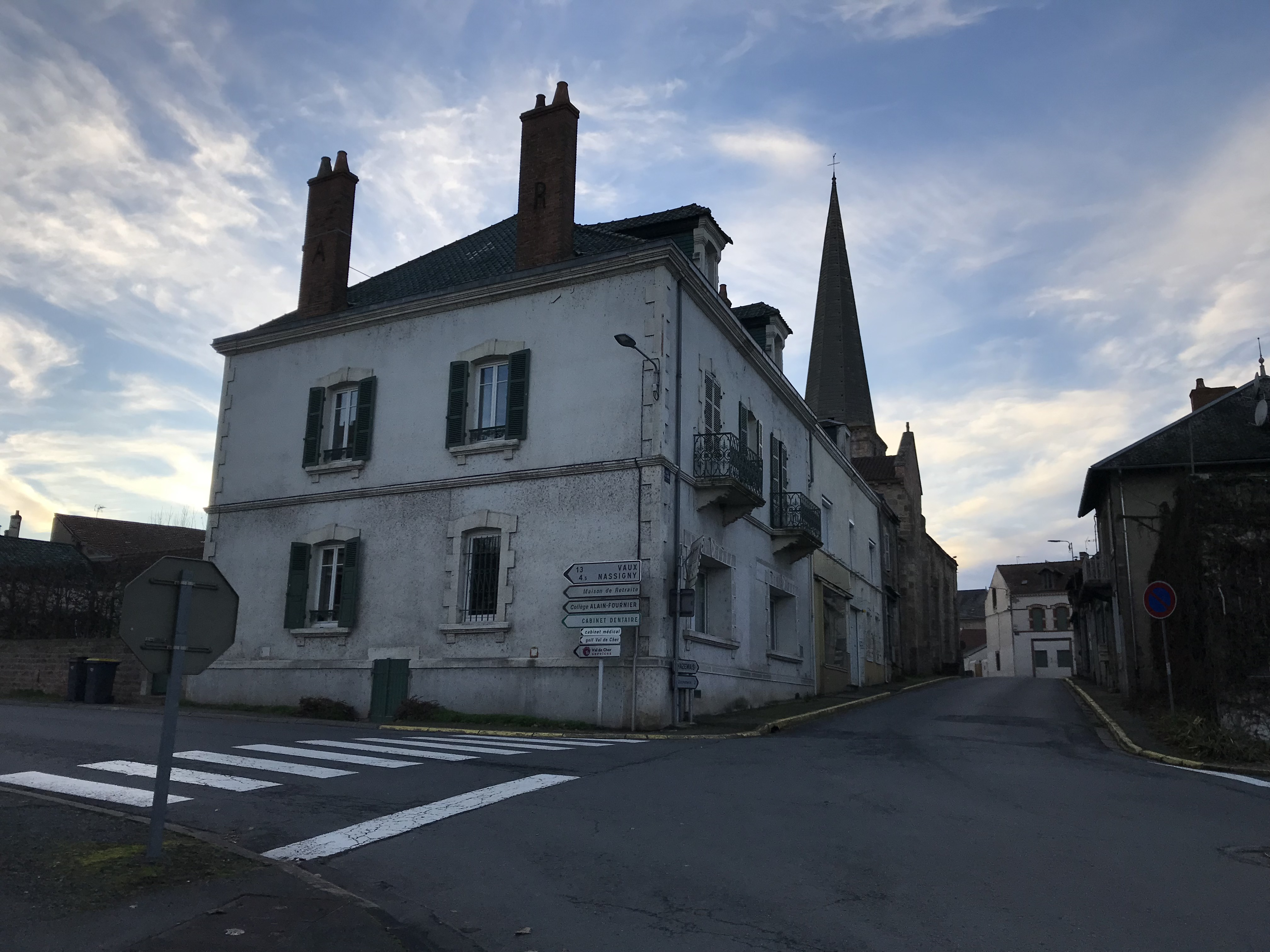
镇中心的一处民居

### 教育
瓦隆昂叙利属于克莱蒙费朗学区。截止2021年1月1日，瓦隆昂叙利境内共有1所幼儿园、1所小学和1所初级中学。2021至2022学年度，瓦隆昂叙利境内共有在校中等教育阶段学生211名。

### 医疗
截止2021年1月1日，瓦隆昂叙利境内共有全科医生1名、保健师3名、牙医2名和护士5名。境内共有药房1家。
距离瓦隆昂叙利最近的区域性医疗机构为“蒙吕松-内里莱班中心医院”（Centre hospitalier de Montluçon - Néris les Bains），其主病区位于蒙吕松市区东侧，距离瓦隆昂叙利市区的正常车程大约26分钟，该院设有床位619个。

### 住房
2019年，瓦隆昂叙利境内共有各类住房949套，其中92.1%为独立式居民区，7.9%为集中式居民区。常住房屋占瓦隆昂叙利市镇范围内居民建筑总量的78.8%。
在住房保障政策方面，2022年，瓦隆昂叙利境内共有101户家庭获得了住房经济补助，受益人数占总人口数量的6.8%，其中96份为房租补助。

### 商业
2021年，瓦隆昂叙利境内共有各类实体商铺36家，其中餐厅7家、杂货店1家、面包房1家、书店1家、美容美发店3家、汽车维修店3家。市区东部建有一家家乐福便民超市。

### 体育
2021年，瓦隆昂叙利境内共有1间体育馆、4处网球场、1处马术场以及2处足球或橄榄球场。
截至2023年3月，瓦隆体育联盟（Union Sportive Vallonnaise，编号506313）是瓦隆昂叙利境内唯一的一家注册足球俱乐部，该足球队2022至2023赛季参加阿列省足球联赛乙组（法国第十级别），其主场为大田球场（Stade des Grands Champs）。

### 环境
瓦隆昂叙利的环境事务由其所属的谢尔河谷市镇公共社区联合各级政府协调负责。2021年，瓦隆昂叙利境内暂无污染企业。

### 治安
瓦隆昂叙利及其附近的共83个市镇是蒙吕松国家宪兵队（zone gendarmerie de Montluçon）的管辖范围。2020年，该宪兵队累计记录各类案件1,185起，其中盗窃类案件549起，经济类案件189起，毒品交易类案件64起。

## 文化

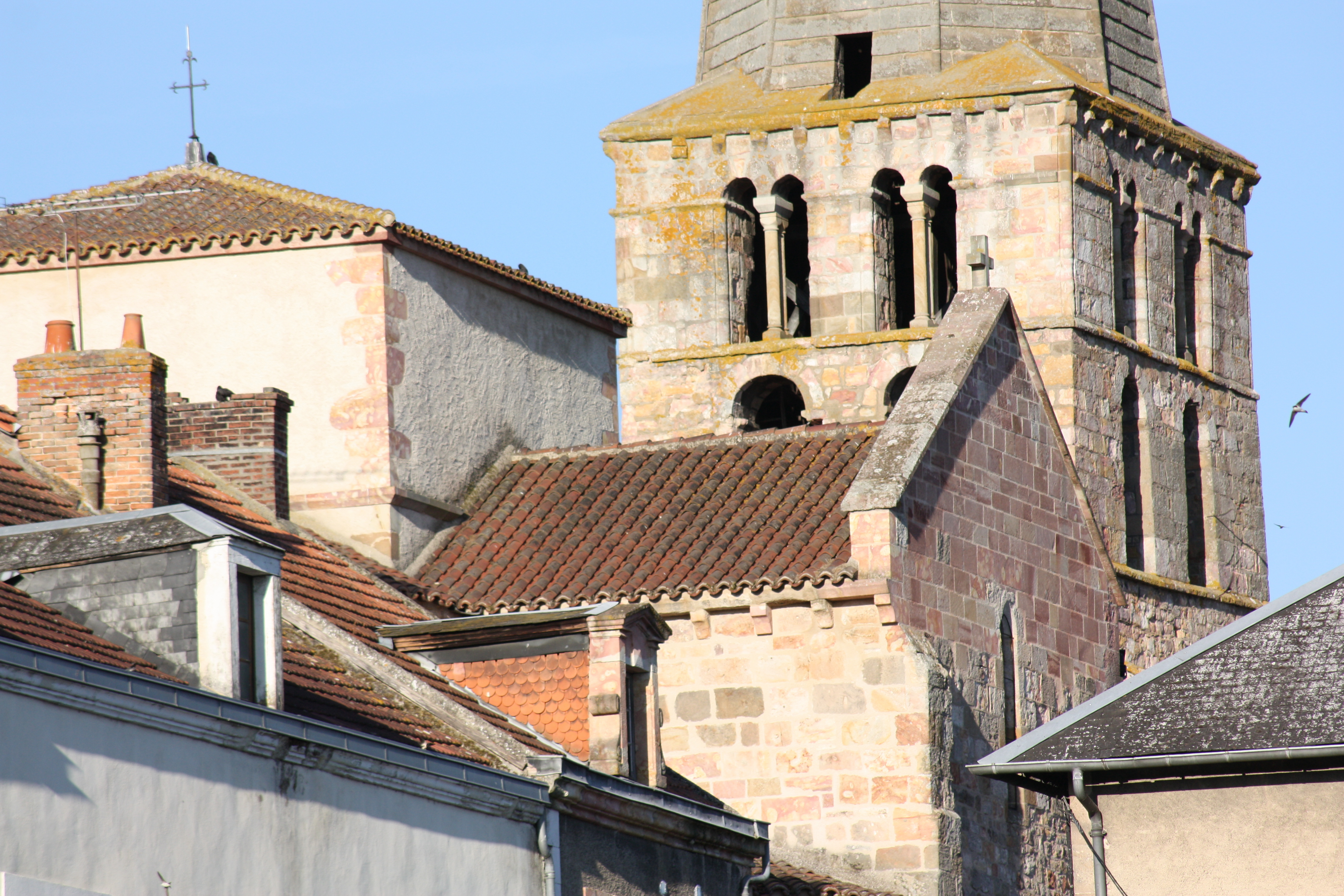
瓦隆昂叙利圣布莱斯教堂

2021年，瓦隆昂叙利境内暂无任何文化设施。瓦隆昂叙利建有市政图书馆，每周一、三、六向公众开放。

### 建筑
瓦隆昂叙利境内有多处历史建筑，其中圣布莱斯教堂为法国国家文物保护单位。

### 旅游
瓦隆昂叙利的旅游事务由其所属的谢尔河谷市镇公共社区负责。2022年，瓦隆昂叙利境内共有1家酒店共计6间房间；另有1个露营地，可容纳共50辆露营车。

### 媒体
法国主要的媒体均可在瓦隆昂叙利接收，法国电视三台下属的奥弗涅-罗讷-阿尔卑斯大区频道在部分时段播出瓦隆昂叙利所在阿列省的地方新闻。《山地报》、蓝色法兰西奥弗涅地区广播、震动广播、Scoop广播等是当地主要的地方性媒体。

## 友好城市
截至2023年3月，瓦隆昂叙利暂未建立任何友好城市关系。